# Мігель Анхель Кунео
Мігель Анхель Кунео (ісп. Migel Anchel Kuneo) (1944) — аргентинський дипломат. Надзвичайний і Повноважний Посол Аргентинської Республіки в Києві.

## Біографія
Народився у 1944 році в Буенос-Айресі. У 1971-му закінчив Національний університет в Буенос-Айресі, факультет права та соціальних наук, за фахом адвокат; у 1972-му Інститут державної зовнішньої служби; у 1988-му Університет Дж. Хопкінса, Вищу школу міжнародних наук (Вашингтон, США), здобув ступінь магістра міжнародної політики. Володіє англійською, французькою і російською мовами.
- З 1972 по 1973 — третій секретар Головного управління консульських справ МЗС Аргентини;
- З 1973 по 1978 — співробітник Посольства Аргентини у Таїланді;
- З 1978 по 1979 — співробітник Управління державного церемоніалу Аргентини.
- З 1979 по 1986 — співробітник Посольства Аргентини у Норвегії.
- З 1986 по 1989 — співробітник Секретаріату з адміністративно-технічних питань;
- З 1989 по 1992 — співробітник Посольства Аргентини в СРСР;
- З 1992 по 1993 — співробітник Посольства Аргентини в Парагваї;
- З 1993 по 1999 — заступник директора Управління Центральної та Східної Європи;
- З 1999 по 2007 — Надзвичайний і Повноважний Посол Аргентинської Республіки в Києві Україна.[1]

Нині є послом Аргентини у Вірменії.